# Ланцюг Маркова

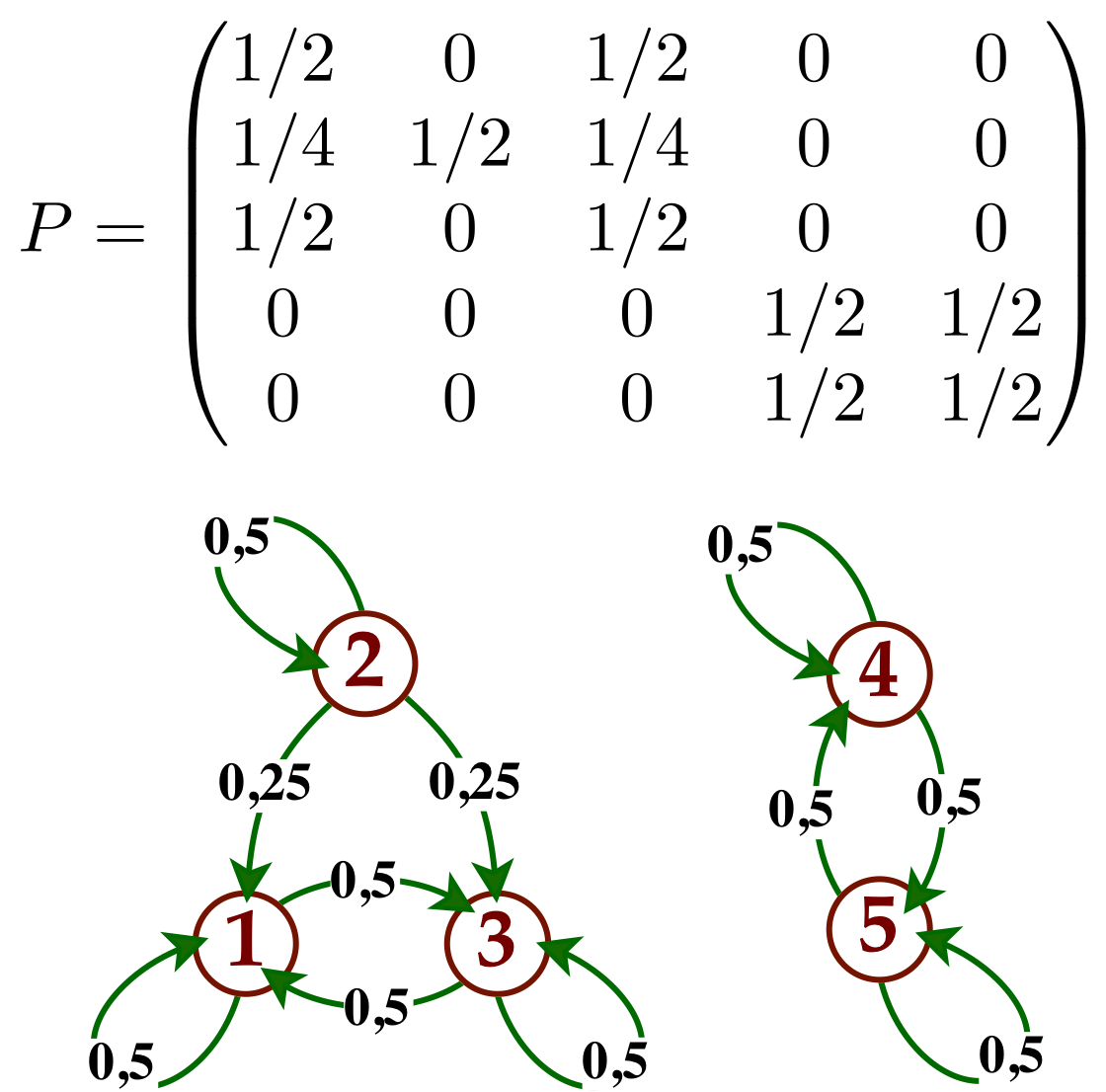
Матриця ймовірностей переходу і граф переходів однорідного ланцюга Маркова з п'ятьма станами

Ланцюг Маркова в математиці це випадковий процес, що задовольняє властивість Маркова і який приймає скінченну чи зліченну кількість значень (станів). Існують ланцюги Маркова як з дискретним так і з неперервним часом. В даній статті розглядається дискретний випадок.

## Визначення

### Інтуїтивне визначення
Нехай {\displaystyle I} — деяка скінченна чи зліченна множина елементи якої називаються станами. Нехай деякий процес в момент часу n (де n=0,1,2,3…) може перебувати в одному із цих станів, а в час n+1 перейти в деякий інший стан (чи залишитися в тому ж). Кожен такий перехід називається кроком. Кожен крок не є точно визначеним. З певними ймовірностями процес може перейти в один з кількох чи навіть усіх станів. Якщо імовірності переходу залежать лише від часу n і стану в якому перебуває процес в цей час і не залежать від станів в яких процес перебував у моменти 0, 1, … , n-1 то такий процес називається (дискретним) ланцюгом Маркова. Ланцюг Маркова повністю задається визначенням ймовірностей pi перебування процесу в стані {\displaystyle i\in I} в час n=0 і ймовірностей {\displaystyle p_{ij}(n)} переходу зі стану {\displaystyle i\in I} в стан{\displaystyle j\in I} в час n. Якщо ймовірності переходу не залежать від часу (тобто {\displaystyle p_{ij}(n)} однакові для всіх n) то такий ланцюг Маркова називається однорідним. Саме однорідні ланцюги Маркова є найважливішими на практиці і найкраще вивченими теоретично. Тому саме їм приділятиметься найбільша увага у цій статті.

### Формальне визначення
Послідовність дискретних випадкових величин {\displaystyle \{X_{n}\}_{n\geqslant 0}} називається ланцюгом Маркова (з дискретним часом), якщо
{\displaystyle \mathbb {P} (X_{n+1}=i_{n+1}\mid X_{n}=i_{n},X_{n-1}=i_{n-1},\ldots ,X_{0}=i_{0})=\mathbb {P} (X_{n+1}=i_{n+1}\mid X_{n}=i_{n})}.
Тобто майбутні значення послідовності залежать лише від теперішнього стану і не залежать від минулих.
Матриця {\displaystyle P{(n)}}, де
{\displaystyle P_{ij}{(n)}\equiv \mathbb {P} (X_{n+1}=j\mid X_{n}=i)}
називається ма́трицею ймовірностей переходу на {\displaystyle n}-му кроці, а вектор {\displaystyle \mathbf {p} =(p_{1},p_{2},\ldots )^{\top }}, де
{\displaystyle p_{i}\equiv \mathbb {P} (X_{0}=i)} — початковим розподілом ланцюга Маркова.
Очевидно, матриця ймовірностей переходу є стохастичною, тобто
{\displaystyle \sum \limits _{j=1}^{\infty }P_{ij}(n)=1,\quad \forall n\in \mathbb {N} }.
Ланцюг Маркова називається однорідним якщо:
{\displaystyle P_{ij}{(n)}=P_{ij},\quad \forall n\in \mathbb {N} },
або еквівалентно:
{\displaystyle \Pr(X_{n+1}=j|X_{n}=i)=\Pr(X_{n}=j|X_{n-1}=i)\,}
для всіх n.

### Граф переходів ланцюга Маркова
Поширеним способом візуального задання ланцюга Маркова є граф переходів. Вершини цього графа ототожнюються зі станами ланцюга Маркова, а орієнтовне ребро проходить з вершини i у вершину j проходить лише у випадку коли імовірність переходу між відповідними станами нерівна нулю. Дана ймовірність переходу також позначається біля відповідного ребра.

## Теорема про матрицю ймовірностей переходу за n кроків
Нехай маємо однорідний ланцюг Маркова з матрицею ймовірностей переходу P.
Позначимо:
{\displaystyle p_{i,j}^{(k)}=\mathbb {P} \left(X_{n+k}=j\mid X_{n}=i\right),}
Оскільки ланцюг Маркова є однорідним то дане означення не залежить від n.
Тоді виконується рівність
{\displaystyle (P^{k})_{(i,j)}=\left(p_{i,j}^{(k)}\right).}
де {\displaystyle (P^{k})_{(i,j)}}  — елемент i-го рядка і j-го стовпчика матриці Pk.

### Доведення
Доведення здійснюватимемо методом математичної індукції. Для одного кроку це є наслідком однорідності і визначення матриці ймовірностей переходу:
{\displaystyle \mathbb {P} \left(X_{n+1}=j\mid X_{n}=i\right)=\mathbb {P} \left(X_{1}=j\mid X_{0}=i\right)=P_{ij}}
Для {\displaystyle \scriptstyle \ k\ } кроків одержуємо:
{\displaystyle {\begin{aligned}\mathbb {P} \left(X_{n}=i\land X_{n+k}=j\right)&=\sum _{\ell \in E}\mathbb {P} \left(X_{n}=i,\,X_{n+k-1}=\ell \land X_{n+k}=j\right)\\&=\sum _{\ell \in E}\mathbb {P} \left(X_{n}=i,\,X_{n+k-1}=\ell \right)\ \mathbb {P} \left(X_{n+k}=j\mid X_{n}=i,\,X_{n+k-1}=\ell \right)\\&=\sum _{\ell \in E}\mathbb {P} \left(X_{n}=i,\,X_{n+k-1}=\ell \right)\ p_{\ell ,j}\\&=\mathbb {P} \left(X_{n}=i\right)\ \sum _{\ell \in E}P_{i,\ell }^{k-1}\ p_{\ell ,j}\\&=\mathbb {P} \left(X_{n}=i\right)\ P_{i,j}^{k},\end{aligned}}:}
Остаточно {\displaystyle p_{i,j}^{(k)}={\frac {\mathbb {P} \left(X_{n}=i\land X_{n+k}=j\right)}{\mathbb {P} \left(X_{n}=i\right)}}=P_{i,j}^{k}}
при доведенні
- першої і другої рівності використана формула повної ймовірності,
- третьої рівності використана властивість Маркова,
- четвертої рівності використано припущення індукції для {\displaystyle \scriptstyle \ k-1,}
- п'ятої рівності використано означення множення матриць.

Відповідно, якщо {\displaystyle \mathbf {p} =(p_{1},p_{2},\ldots )^{\top }}  — початковий розподіл ланцюга Маркова, то {\displaystyle \left((P^{T})^{n}\mathbf {p} \right)} є вектором розподілу ймовірностей перебування в різних станах в час n.

## Властивості ланцюгів Маркова

### Нерозкладність
Стан {\displaystyle j} називається досяжним із стану {\displaystyle i}, якщо існує {\displaystyle n=n(i,j)} таке, що
{\displaystyle p_{ij}^{(n)}\equiv \mathbb {P} (X_{n}=j\mid X_{0}=i)>0}.
Для цього факту використовується позначення {\displaystyle i\rightarrow j}.
Якщо одночасно {\displaystyle i\rightarrow j} та {\displaystyle j\rightarrow i}, то використовується позначення {\displaystyle i\leftrightarrow j}. Дане відношення є відношенням еквівалентності. Якщо вся множина станів належить до одного класу еквівалентності, то такий ланцюг Маркова називається нерозкладним. Простіше ланцюг Маркова називається нерозкладним, якщо з будь-якого його стану можна досягти будь-який інший стан за скінченну кількість кроків.
Якщо з стану, що належить деякому класу можна перейти лише в інший стан цього класу то такий клас називається замкнутим.

### Періодичність
Стан i має період k якщо будь-яке повернення до стану i трапляється через кількість кроків, що ділиться на k. Формально період можна визначити за допомогою наступної формули:
{\displaystyle k=\operatorname {gcd} \{n:\Pr(X_{n}=i|X_{0}=i)>0\}}
(де «gcd» позначає найбільший спільний дільник).
Якщо {\displaystyle k=1}, тоді стан називається аперіодичним. В іншому випадку ({\displaystyle k>1}), стан називається періодичним з періодом {\displaystyle k}. Ланцюг Маркова є апериодичним, якщо кожен стан є апериодичним. Для доведення апериодичності нерозкладного ланцюга Маркова, достатньо знайти хоча б один апериодичний стан. Бо в кожному класі досяжності всі стани мають однаковий період.
Кожен стан двочасткового графу має парний період.

### Рекурентність
Стан i називається перехідним якщо, існує ненульова ймовірність, що починаючи з i, ми ніколи не повернемося в стан i. Більш формально нехай випадкова змінна Ti є часом першого повернення в стан i:
{\displaystyle T_{i}=\inf\{n\geq 1:X_{n}=i|X_{0}=i\}.}
Тоді стан i є перехідним тоді й лише тоді, коли:
{\displaystyle \Pr(T_{i}={\infty })>0.}
Якщо стан не є перехідним, то він називається рекурентним.
Неважко помітити, що якщо стан є перехідним, то імовірність повернення в цей стан нескінченну кількість разів рівна нулю. У випадку рекурентного стану ця імовірність рівна одиниці. Тобто, перехідний — це такий стан, який процес в певний момент часу покидає назавжди, а рекурентний — це такий стан до якого процес постійно повертається.
Визначимо також математичне сподівання часу повернення:
{\displaystyle M_{i}=E[T_{i}].\,}
Для перехідного стану ця величина очевидно рівна нескінченності. Для рекурентних станів {\displaystyle \{M_{i}\}} може бути як скінченним, так і нескінченним.
Стан i називається позитивно рекурентним, якщо Mi є скінченне; в іншому випадку i називається нуль-рекурентним.
Стан i є рекурентним тоді й лише тоді коли:
{\displaystyle \sum _{n=0}^{\infty }p_{ii}^{(n)}=\infty .}
В одному класі досяжності або всі елементи є перехідними або всі елементи є рекурентними.
Стан i називається поглинаючим якщо його неможливо покинути. Тобто:
{\displaystyle p_{ii}=1,\quad p_{ij}=0\quad i\not =j.}

### Ергодичність
Стан ланцюга Маркова, що є позитивно рекурентним і аперіодичним називається ергодичним станом.

## Граничний розподіл
Для однорідного ланцюга Маркова вектор {\displaystyle \pi } називається стаціонарним розподілом, якщо сума його елементів {\displaystyle \pi _{j}} дорівнює 1 і виконується рівність
{\displaystyle \pi _{j}=\sum _{i\in S}\pi _{i}p_{ij}.}
Нерозкладний ланцюг має стаціонарний розподіл тоді й лише тоді, коли всі його стани є позитивно рекурентними. В цьому випадку вектор {\displaystyle \pi } є єдиним і виконується рівність:
{\displaystyle \pi _{j}={\frac {1}{M_{j}}}.\,}
Якщо ланцюг окрім того є ще й аперіодичним, тоді для всіх i та j виконується:
{\displaystyle \pi _{j}=\lim _{n\rightarrow \infty }p_{ij}^{(n)}={\frac {1}{M_{j}}}.}
Такий вектор {\displaystyle \pi } називається розподілом рівноваги.

### Граничний розподіл для ланцюга Маркова зі скінченною множиною станів
У випадку скінченної множини станів {\displaystyle \pi } є вектор-рядком, що задовольняє рівність:
{\displaystyle \pi =\pi \mathbf {P} .\,}
Тобто {\displaystyle \pi } є власним вектором матриці ймовірностей переходу, що відповідає власному значенню 1 і сума елементів якого дорівнює одиниці.
Якщо ланцюг Маркова є нерозкладним і аперіодичним, тоді існує єдиний стаціонарний вектор і, крім того, виконується рівність:
{\displaystyle \lim _{k\rightarrow \infty }\mathbf {P} ^{k}=\mathbf {1} \pi }
де 1 вектор-стовпець всі елементи якого рівні 1.

## Приклад
Розглянемо основні дії з ланцюгами Маркова на наступному прикладі:
{\displaystyle P={\begin{bmatrix}0,9&0,05&0,05\\0,7&0&0,3\\0,8&0&0,2\\\end{bmatrix}}}
Візьмемо початковий розподіл
{\displaystyle \mathbf {p} ^{(0)}={\begin{bmatrix}1&0&0\end{bmatrix}}}
Після першого кроку одержимо розподіл:
{\displaystyle \mathbf {p} ^{(1)}=\mathbf {p} ^{(0)}P={\begin{bmatrix}1&0&0\end{bmatrix}}{\begin{bmatrix}0,9&0,05&0,05\\0,7&0&0,3\\0,8&0&0,2\\\end{bmatrix}}={\begin{bmatrix}0,9&0,05&0,05\end{bmatrix}}}
Після двох кроків отримаємо наступний розподіл:
{\displaystyle \mathbf {p} ^{(2)}=\mathbf {p} ^{(1)}P=\mathbf {p} ^{(0)}P^{2}={\begin{bmatrix}1&0&0\end{bmatrix}}{\begin{bmatrix}0,9&0,05&0,05\\0,7&0&0,3\\0,8&0&0,2\\\end{bmatrix}}^{2}={\begin{bmatrix}0,885&0,045&0,07\end{bmatrix}}}
Далі можна продовжити за формулами:
{\displaystyle \mathbf {p} ^{(n)}=\mathbf {p} ^{(n-1)}P}
{\displaystyle \mathbf {p} ^{(n)}=\mathbf {p} ^{(0)}P^{n}}
Оскільки даний ланцюг Маркова є нерозкладний і аперіодичний існує єдиний граничний розподіл {\displaystyle \pi } :
{\displaystyle \mathbf {\pi } =\lim _{n\to \infty }\mathbf {p} ^{(n)}}
Його можна знайти за такими формулами:
{\displaystyle {\begin{aligned}\\\mathbf {\pi } P&=\mathbf {\pi } \qquad {\mbox{(}}\mathbf {\pi } {\mbox{ est la loi invariante par rapport a }}P{\mbox{.)}}\\&=\mathbf {\pi } I\\\mathbf {\pi } (I-P)&=\mathbf {0} \\&=\mathbf {\pi } \left({\begin{bmatrix}1&0&0\\0&1&0\\0&0&1\\\end{bmatrix}}-{\begin{bmatrix}0,9&0,05&0,05\\0,7&0&0,3\\0,8&0&0,2\\\end{bmatrix}}\right)\\&=\mathbf {\pi } {\begin{bmatrix}0,1&-0,05&-0,05\\-0,7&1&-0,3\\-0,8&0&0,8\\\end{bmatrix}}\\&={\begin{bmatrix}\pi _{1}&\pi _{2}&\pi _{3}\end{bmatrix}}{\begin{bmatrix}0,1&-0,05&-0,05\\-0,7&1&-0,3\\-0,8&0&0,8\\\end{bmatrix}}\\&={\begin{bmatrix}0&0&0\end{bmatrix}}\end{aligned}}}
З умови {\displaystyle \pi _{1}+\pi _{2}+\pi _{3}=1},одержується єдиний результат :
{\displaystyle {\begin{bmatrix}\pi _{1}&\pi _{2}&\pi _{3}\end{bmatrix}}={\begin{bmatrix}0,884&0,0442&0,0718\end{bmatrix}}}

## Історія
Андрій Марков отримав перші результати для таких процесів суто теоретично в 1906. 